# Dongfeng Motor Corporation
Dongfeng Motor Corporation (chinês simplificado: 东风汽车公司; chinês tradicional: 東風汽車公司; pinyin: Dōngfēng Qichē Gōngsī) é uma das 5 maiores montadoras de automóveis chinesas, junto com First Automobile Works, Shanghai  Automotive Industry Corporation, Chang'an Motors e Chery Automobile.
Em 2022, a empresa ocupou a 122ª posição entre as 500 maiores empresas do mundo, ranking desenvolvido pela Revista Fortune.

## Joint ventures
- Dongfeng Peugeot-Citroën Automobile
- Dongfeng Motor Company
- Dongfeng Honda Automobile Company
- Dongfeng Nissan-Diesel Company
- Dongfeng Yueda Kia Automobile Company
- Dongfeng Liuzhou Motor Company
- Honda Automobile (China) Company
- Dongfeng Automobile Company Limited